# 派爾施泰因山
48°0′54″N 16°3′7″E / 48.01500°N 16.05194°E

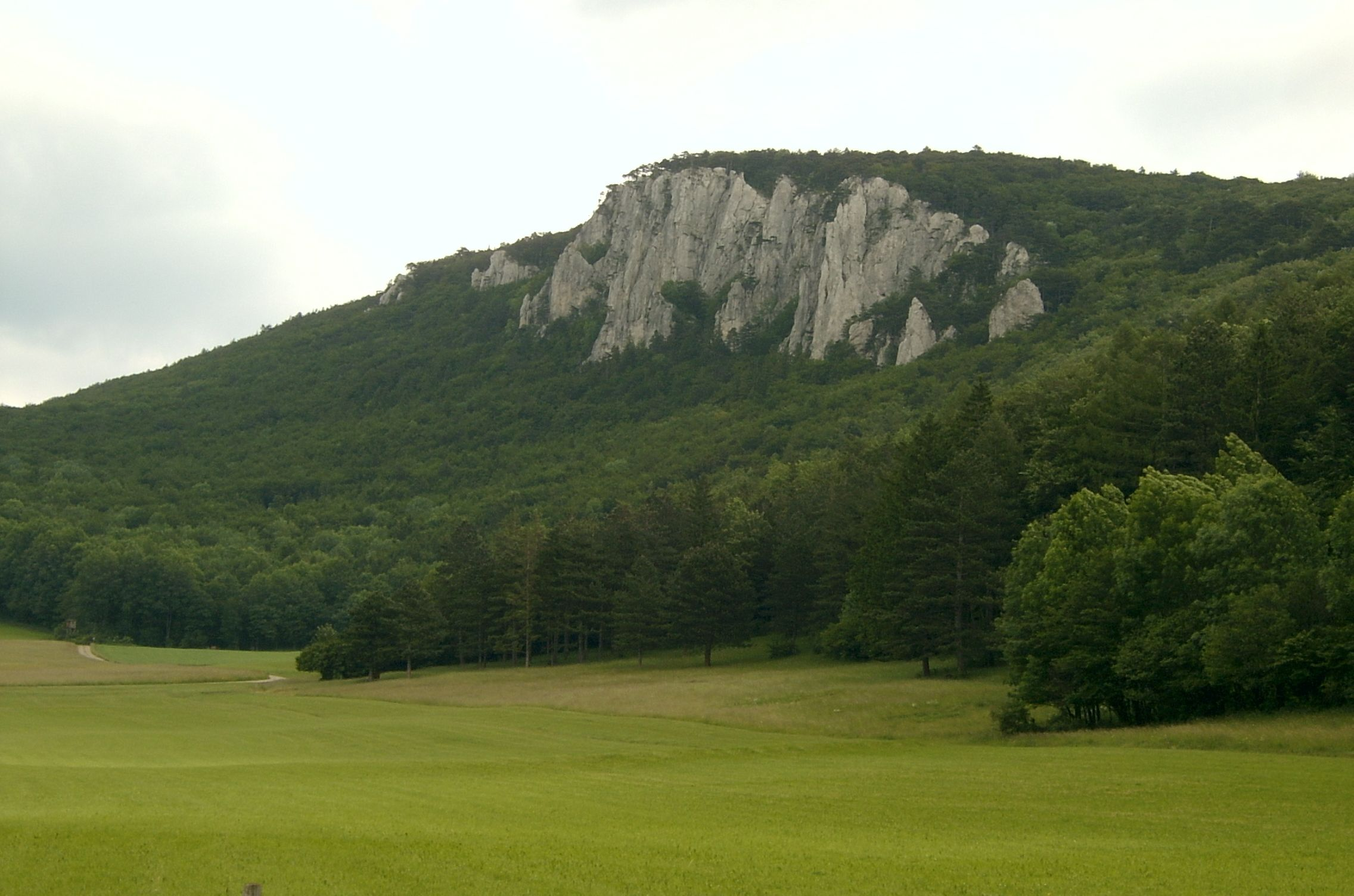

派爾施泰因山（德語：Peilstein），是奧地利的山峰，位於該國東北部，由下奧地利州負責管轄，屬於維也納林山的一部分，距離霍赫克山4.2公里，海拔高度716米。